# Timo Mehtälä
Timo Mehtälä, född 1965 i Nivala, är en finländsk jordbrukare och politiker (Centern). Han är ledamot av Finlands riksdag sedan 2023.
Mehtälä blev invald i riksdagen i riksdagsvalet 2023 med 5 497 röster från Uleåborgs valkrets.